# Невская застава (округ)
Не́вская заста́ва (бывший муниципальный округ № 49) — муниципальный округ в составе Невского района Санкт-Петербурга. Численность населения составляет 31 900 жителей.

## Предыстория
Муниципальное образование располагается на территории исторического района Невской заставы, возникновение которого относится к началу XVIII века.
В 1720-е гг. была начата прокладка почтовых дорог к Санкт-Петербургу. На одной из таких дорог со стороны Александро-Невского монастыря на берегу Невы была оборудована сторожевая застава с пропускным пунктом, которая получила название Невской. В XIX веке название «Невская застава» распространилась на всю территорию от заставы до села Рыбацкого.
В 1857 году на территории района был построен Невский машиностроительный завод. 
Район является родиной адмирала Александра Колчака (1874). 
Нынешний Невский район был образован административной реформой, ликвидировавшей после Февральской революции 1917 года деление полицейских частей и участков. В постсоветское время одним из муниципальных образований Невского района стала Невская застава.

## Создание муниципального образования
Первый созыв муниципального совета произошёл в феврале 1998 года. Совет составлял 10 человек, а первым его председателем в марте этого года был избран депутат Равиль Булатов. В июне 2000 года состоялся второй созыв совета, председателем которого также стал Булатов. 1 апреля 2002 года главой администрации был избран депутат Юрий Григорьев. 29 декабря 2004 года начал работать муниципальный совет третьего созыва. Главой муниципального образования 31 января 2005 года стал Павел Карпов, главой администрации Наталья Петухова.
15 декабря 2005 года впервые произошло создание местной администрации муниципального образования, а главой администрации был назначен Алексей Пронин.

## Расположение

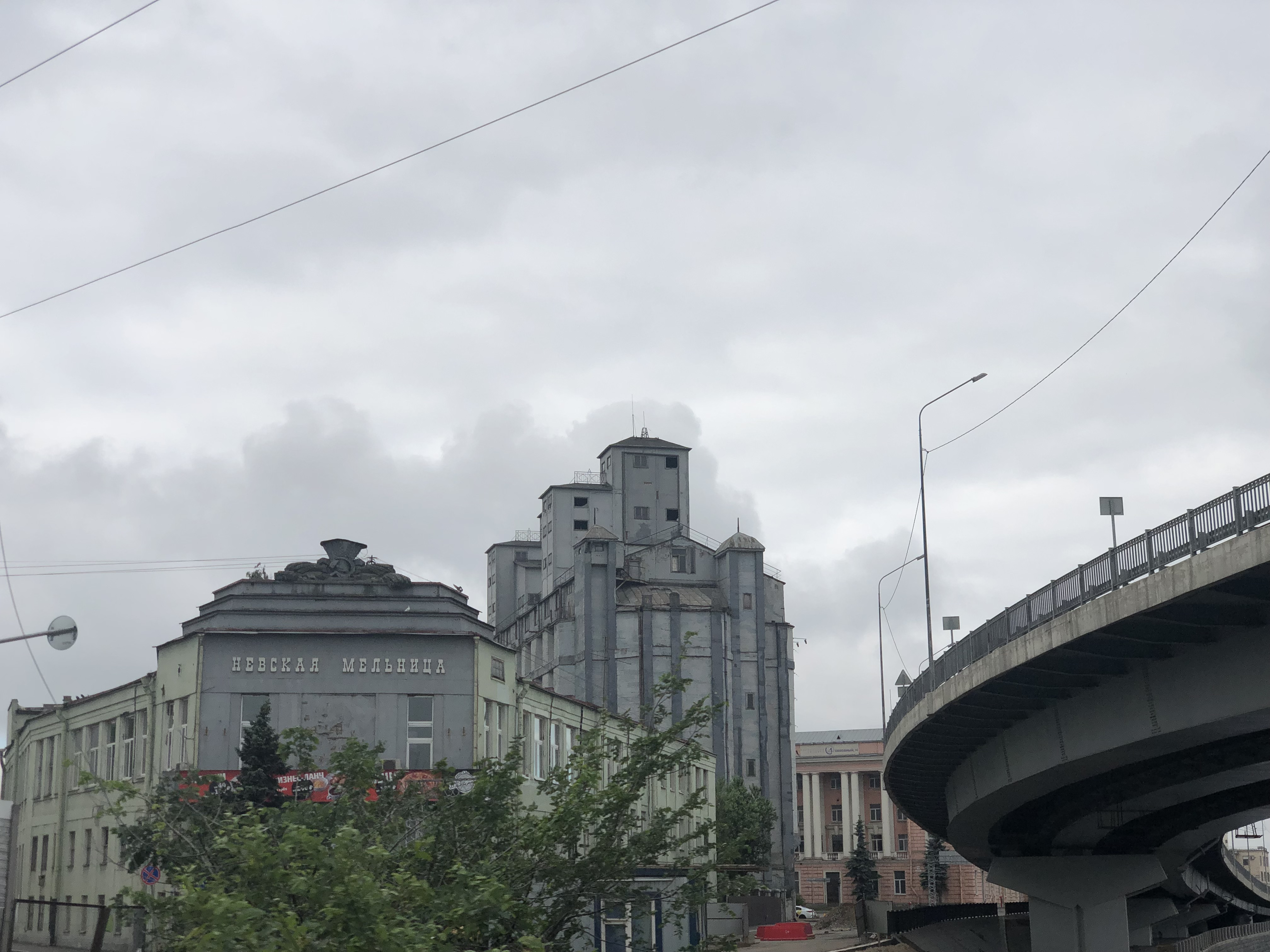
Невская мельница

Муниципальный округ располагается от Набережной Обводного канала по оси реки Невы до улицы Крупской, затем по этой улице до границы территории Октябрьского электровагоноремонтного завода и оттуда по северной границе промзоны через железную дорогу Московского направления и обратно к Набережной Обводного канала.

## Население
| 2002    | 2010    | 2012    | 2013    | 2014    | 2015    | 2016    |
| ------- | ------- | ------- | ------- | ------- | ------- | ------- |
| 29 685  | ↘29 623 | ↗30 040 | ↗30 189 | ↗30 793 | ↗31 345 | ↗31 899 |
| 2017    | 2018    | 2019    | 2020    | 2021    | 2023    |         |
| ↗32 182 | ↗32 715 | ↗33 283 | ↗33 763 | ↘27 905 | ↗27 970 |         |